# Joseph T. Rucker
Pour les articles homonymes, voir Rucker.
Joseph T. Rucker né le 1er janvier 1887 à Atlanta, décédé le 21 octobre 1957 à San Francisco, est un directeur de la photographie américain.

## Récompense
- 1930 : Oscar de la meilleure photographie (avec Willard Van der Veer), pour Byrd au pôle Sud.